# White Chicks
White Chicks (¿Y dónde están las rubias? en Hispanoamérica y Dos "rubias" de pelo en pecho en España) es una película estadounidense de comedia de 2004, dirigida por Keenen Ivory Wayans, protagonizada por Shawn Wayans y Marlon Wayans. La película fue producida por Revolution Studios y distribuida por Sony Pictures Entertainment; en la trama de la película dos hermanos y agentes del FBI actúan como señuelos de unas famosas hermanas de clase alta para resolver un caso al mismo tiempo que buscan probar su valor ante sus demás compañeros, viéndose forzados a personificar a las mujeres en varios aspectos de su vida privada en el proceso. 
La película fue un éxito comercial, en parte a su presupuesto moderado, y ha recibido un estatus de culto años después de su estreno.En 2025 se ha confirmado que su secuela se encuentra en desarrollo.

## Argumento
La película comienza en una tienda donde dos hermanos y agentes del FBI, Kevin y Marcus Copeland (Shawn Wayans y Marlon Wayans) intentan capturar a miembros de una organización que vende drogas dentro de cajas de helado, haciéndose pasar por tenderos cubanos. Desafortunadamente, la primera llegada resulta ser una entrega genuina de helado, y los narcotraficantes reales se las arreglan para escapar. La situación se agrava por el hecho de que Kevin y Marcus han decidido resolver este caso por sí mismos.
Después del operativo fallido, el supervisor del FBI, Elliott Gordon (Frankie Faison), les da a los dos agentes la última oportunidad de permanecer en el FBI dándoles el deber de proteger a las multimillonarias herederas de la línea de cruceros Wilson, Brittany y Tiffany Wilson (Maitland Ward y Anne Dudek) que están llegando a la ciudad para un concurso de belleza en Los Hamptons, a partir de una trama de secuestro. Cuando las hermanas Wilson reciben cortes faciales menores en un accidente de tránsito, ellas se niegan a dejar el hotel, por lo que Kevin y Marcus se disfrazan de las hermanas Wilson para salvar sus trabajos pidiendoles a ellas que se queden todo el fin de semana.
En el hotel Hamptons, Kevin y Marcus (como Brittany y Tiffany) se encuentran con sus tres mejores amigas, Karen (Busy Philipps), Tori (Jessica Cauffiel) y Lisa (Jennifer Carpenter), y sus rivales las hermanas Vandergheld, Megan (Brittany Daniel) y Heather (Jaime King). También encuentran el interés amoroso de Karen, Heath, un actor en quiebra y desempleado que resulta ser el novio de Heather. De otra parte, Kevin muestra un interés en la periodista Denise Porter (Rochelle Aytes) del noticiero Nueva York 1 y hace un intento por cortejarla. Las cosas van bien al principio, pero su asunto se vuelve más complicado ya que los dos agentes deben cambiar repetidamente entre sus papeles de género. Entre tanto, la esposa de Marcus, Gina (Faune A. Chambers), preocupada por su matrimonio, se convierte en un factor adicional complicado cuando oye una voz de mujer en el fondo durante una conversación telefónica con Marcus mientras él estaba en una tienda de ropa con las chicas, y de paso ve que su tarjeta de credito fue usada para comprar ropa costosa. La mujer, (una empleada de la tienda) en realidad está tratando de ayudar a Marcus a vestirse, pero Gina no lo sabe y asume que Marcus está teniendo una infidelidad, dado que ella es muy celosa. Al rato, cuando las chicas salen de la tienda un ladrón roba el bolso de Kevin/Brittany y lo persigue por toda la calle.
Mientras tanto, Latrell Spencer (Terry Crews) un deportista famoso, tiene interés por Marcus/Tiffany, pensando que es una mujer blanca dado que tiene una lista de mujeres con las que se ha acostado. Días después, una cita con Marcus/Tiffany se vende por 50000 dólares a Latrell durante una subasta de caridad. Más tarde, Kevin se aprovecha de la situación y le pregunta a Denisse por una cita, fingiendo que es Latrell, ya que Denise tiene un historial de salir con hombres ricos, entre ellos Latrell, por lo que en una salida a la playa con las chicas, usa una ropa de Latrell y les paga 5 dólares a unos niños para que le den un autógrafo con el objetivo de impresionar a Denisse. En la noche, cuando Marcus/Tiffany va a su cita con el verdadero Latrell, Kevin roba las llaves de su auto y de su casa y cuando Kevin y Denisse llegan a la casa de Latrell, Kevin es atacado por el Rottweiler de Latrell hasta que consigue encerrar al perro en el armario, y de paso es desconocido por Mei Ling, la ama de llaves de él. A medida que Kevin y Denise se acercan, él logra obtener información relevante para el caso de Ted Burton, el sospechoso que están buscando. De otro lado, Marcus hace muchos intentos para repeler a Latrell en su cita en un restaurante, tales como comer sin control, masticar la uña en su dedo del pie y tirarse flatulencias, pero el sigue insistiendo en interesarse por el.
Días más tarde, en una discoteca, Latrell pone una droga en la copa de Marcus/Tiffany con la esperanza de acostarse con el, pero por error el mismo se la toma y termina en la cama con Russ (Steven Grayhm) el mejor amigo de Heath, quien al día siguiente le inventó a Heath y sus amigos que él se había caído dado que ellos lo vieron en silla de ruedas. De otro lado, Marcus y Kevin vencieron a Heather y Megan en una improvisada competencia de baile en la discoteca para ayudar a Karen a conquistar a Heath sólo para que Heather se quede con él. Karen, al ver la escena, se emborracha y le confiesa involuntariamente a Marcus/Tiffany y Kevin/Brittany, mientras ella vomita en el baño de la discoteca, que Warren Vandergheld (John Heard), el padre de las Vandergheld, entró en bancarrota, y recientemente le ha pagado al propio padre de Karen por los préstamos que le ha dado. Tras salir del baño, Marcus/Tiffany ve a Russ besando al perro Pomerania Baby y luego ve a Latrell bailando sin camisa por la droga que el se tomó por error. Al día siguiente, las verdaderas Brittany y Tiffany ven sus caras en un periódico y se dan cuenta de que las están suplantando. Más tarde, Gina y su mejor amiga, Shaunice (Drew Sidora) llegan al hotel y descubren que Marcus la está "engañando" con Kevin/Brittany y lo deja en incredulidad y dolor. Al rato, las verdaderas hermanas Wilson van al hotel donde intentan buscar a sus "clones" y en donde los agentes Gómez y Harper (pensando que son Kevin y Marcus después de encontrar pelucas, ropa interior, piel falsa y máscaras femeninas en su habitación) las desnudan sólo para descubrir que son las reales hermanas Wilson por lo que pierden sus puestos de trabajo. Rato después, el jefe Gordon va a la habitación de Marcus y Kevin y ordena su despido dado que se hicieron pasar por las hermanas Wilson sin permiso de él y de paso Marcus culpó a Kevin por perder su trabajo y su matrimonio. Más tarde, Kevin y Marcus descubren que debido a su bancarrota, Warren Vandergheld, junto con Heath y Russ como sus cómplices, ha estado detrás de los secuestros de miembros de la alta sociedad y del desfalco a los fondos de caridad para salvarse a sí mismo y a su familia de la pobreza.
De vuelta en los Hamptons, durante el desfile de moda del diseñador Aubrey Allure (Kevin Blatch), Kevin y Marcus, volviendo al rol de las Wilson reemplazan a las hermanas Vandergheld en la pasarela, lo que las enfurece e intentan humillar las clones cambiandoles la ropa y luego usando pintura roja en un andamio. Luego, Marcus le da un puñetazo a Heath por Karen después de que ella le dice a él que está cansada de sus desprecios. Después de que el plan de las Vandergheld fuese frustrado por Karen, Tori y Lisa quedando humilladas en la pasarela, las clones son expuestas por las reales Wilson, por lo que activan el plan de Vandergheld. Temporalmente, él se las arregla para secuestrar a las chicas sólo para ser expuesto de su bancarrota e intenciones. El dúo Copeland capturó con éxito a Vandergheld junto con Heath y Russ (con la ayuda de Gómez y Harper) antes de que su plan tuviera éxito y les devolviera a los 4 sus trabajos. Luego, Latrell se golpea el brazo después de recibir un disparo de Vandergheld para proteger a Marcus/Tiffany, pero queda decepcionado y enfurecido al descubrir que Marcus es negro (aunque todavía sorprendido por él, está menos enojado por el hecho de que Marcus es un hombre) y junto con su asistente Tony (Casey Lee) deja el desastre de la balacera mientras acompaña a las verdaderas Wilson y su perro Pomerania Baby, y de paso Gina y Shaunice pelean con Kevin/Brittany pensando que era el amante de Marcus y en el forcejeo le quita el disfraz delante de Denisse. Después del tiroteo, Marcus se reconcilia con Gina, después de darse cuenta de que ser una mujer es una tarea difícil debido a su tiempo pasado con Karen, Tori y Lisa, y por lo tanto, su falta de aprecio hacia Gina por prestar más atención a su trabajo y de paso ella deja de hacerle caso a los consejos de Shaunice. Entre tanto, Denisse se enamora de Kevin después de que él la salvara de una bala de Vandergheld cuando grabó su confesión en la cámara pese a que no es alguien millonario. Rato después, Tori, Lisa y Karen se vuelven amigas de verdad con Kevin y Marcus, a quienes les confiesan que las Wilson les caen mejor con ellos dos disfrazados, acordando algún día salir juntos e ir de compras.

## Reparto
Protagonistas
- Kevin Copeland / Brittany Wilson (Shawn Wayans): Agente del FBI soltero y gran amante, al fallar en el intento de llevar a las hermanas Wilson ya que ellas se rehusaron a ir al hotel se disfraza de Brittany Wilson para completar el error, junto con su hermano Marcus tratan de mantener sus verdaderas identidades. Se enamora de Denise Porter, una famosa reportera de televisión.
- Marcus Copeland / Tiffany Wilson (Marlon Wayans): Agente del FBI casado con Gina y de gran carisma, al fallar en el intento de llevar a las hermanas Wilson ya que ellas se rehusaron a ir al hotel se disfraza de Tiffany Wilson para completar el error, junto con su hermano Kevin tratan de mantener sus verdaderas identidades. Su identidad enamora a Latrell Spencer, un jugador afroamericano de Baloncesto y multimillonario.

Antagonistas
- Warren Vandergeld (John Heard): Padre de las chicas Vandergeld, popularmente es una persona firme y correcta pero en realidad es un estafador y tras su última estafa se quedó en la ruina total, finalmente es capturado.
- Heather Vandergeld (Jaime King): Es la hija de Warren Vandergeld, hermana gemela de Megan. Como ella es la novia de Heath, odia a Karen (debido a que Karen está enamorada de él, pero al final, lo rechaza). En las últimas escenas de la película, ella y su hermana Megan caen en su propia trampa que originalmente la tenían tendida para las Wilson falsas (quienes en realidad eran Kevin y Marcus) porque Karen descubre su conspiración.
- Megan Vandergeld (Brittany Daniel): Es la hija del señor Warren Vandergeld, y por lo tanto, hermana de Heather. Es rival "jurada desde los ocho años" -según Tori- de las hermanas Wilson. Cuando Karen descubrió a Megan y a su hermana, logra que éstas caigan en su propia trampa, que originalmente, estaba planeada en contra de las hermanas Wilson (que eran Kevin y Marcus)
- Heath (John Reardon): Joven apuesto y prometido de Heather Vandergeld, no le presta atención a Karen ya que ella está enamorada de él, resulta ser un cómplice de Warren Vandergeld.

Secundarios
- Latrell Spencer (Terry Crews): Es un multimillonario deportista exitoso, su fortuna se debe al ser capitán de un equipo de baloncesto durante muchos años. También es un gran amante con las mujeres, sin embargo, se enamora de Tiffany Wilson/Marcus Copeland, pero al descubrir su verdadera identidad deja de estar enamorado y comienza una relación con las verdaderas hermanas Wilson. A pesar de que es negro, le gustan las rubias y es racista. Es una parodia de Latrell Sprewell.
- Karen Googlestein (Busy Philipps): Amiga de las hermanas Wilson, es chistosa y amigable además de presentar un gran amor por Heath aunque el no se muestra interesado por ella ya que es prometido de Heather Vandergeld, sin embargo Tiffany Wilson/Marcus Copeland lo golpea por hacer menospreciar a Karen.
- Tori (Jessica Cauffiel): Amiga de las hermanas Wilson, es bajita y de pelo corto. Conduce un BMW convertible, es ingeniosa y la más madura del grupo. Es la representante de Brittany Wilson.
- Lisa (Jennifer Carpenter): Amiga de las hermanas Wilson, es divertida y atractiva aunque ella se considere una persona obesa.
- Elliott Gordon (Frankie Faison): Jefe de sección del departamento de FBI, está a cargo en el caso de los Vandergeld, sin embargo sus dolores de cabeza siempre son los Copeland pero les da una última oportunidad que ellos cumplan una misión, finalmente reconoce el trabajo de ellos.
- Brittany Wilson (Maitland Ward): Es la hermana Wilson de una compañía de cruceros importante, hermana de Tiffany, ella es más llamativa y más liberal que su hermana, se acuesta con muchos chicos e incluso las parejas de sus amigas.
- Tiffany Wilson (Anne Dudek): Es la hermana Wilson de una marca de una importante compañía de cruceros, hermana de Brittany, ella es muy popular, super sensual, pero un poco más reservada que su hermana, es inteligente y tranquila.
- Gina Copeland (Faune A. Chambers): Esposa de Marcus. Es una mujer muy celosa ya que siempre quiere saber donde está él, tras un malentendido en el caso en el que trabaja su esposo intenta dejarlo, pero al final regresa con él.
- Vicente Gómez (Eddie Vélez): Agente del FBI, al ser ascendido junto con su compañero Jake Harper tras un buen trabajo que han mantenido los dos, ocasionando que no asciendan a los hermanos Copeland, cuando descubren a Kevin y Marcus intentan desenmascararlos pero resulta que trataron de desenmascarar a las verdaderas, siendo despedidos los dos. Al final, junto con Harper y los Copeland recupera su empleo.
- Jake Harper (Lochlyn Munro): Agente del FBI, al ser ascendido junto con su compañero Vicente Gómez tras un buen trabajo que han mantenido los dos, ocasionando que no asciendan a los hermanos Copeland, cuando descubren a Kevin y Marcus intentan desenmascararlos pero resulta que trataron de desenmascarar a las verdaderas, siendo despedidos los dos. Finalmente, junto con Gómez, recupera su trabajo gracias a los Copeland.
- Tony (Casey Lee): Asistente de Latrell Spencer, siempre está con él y selecciona sus citas con las mujeres.
- Denise Porter (Rochelle Aytes): Famosa reportera de televisión, por Warren Vandergeld ella es despedida pero recupera su empleo y se queda con Kevin Copeland.
- Elaine Vandergeld (Suzy Joachim): Esposa de Warren Vandergeld y madre de las chicas Vandergeld.
- Russ (Steven Graym): Amigo y cómplice de Heath, en sus trabajos con el señor Vandergeld. Toxicómano, se cree irresistible para las mujeres, aunque en realidad, todas le desprecian.
- Shaunice (Drew Sidora): Mejor amiga de Gina. No está de acuerdo con la relación de Gina y Marcus ya que piensa ella que el la está engañando con otra mujer, haciendo los celos de Gina más fuertes.
- Los niños (Liam Ranger y Zach Nicholson): Son un par de chicos de 12 años, ellos se encuentran en un centro comercial cuando ven llegar a las Wilson y las demás y ellos les hacen la clásica broma de verles la ropa interior cuando suben las escaleras (sin embargo ellos son los primeros en saber que las Wilson son hombres), después en la playa ayudan a Kevin Copeland a conquistar a Denisse Porter.
- Mei Ling: Empleada de Latrell Spencer, ella descubre a Kevin Copeland en la casa de Latrell y él le dice que se vaya. Su papel es muy pequeño.

## Clasificación por edades
| País           | Calificación |
| -------------- | ------------ |
| Argentina      | 13           |
| Chile          | +14          |
| Australia      | M            |
| Canadá         | 14A          |
| Brasil         | 14           |
| España         | 13 (NRM13)   |
| Estados Unidos | PG-13        |
| Filipinas      | PG-13        |
| Finlandia      | K-13         |
| Hong Kong      | IIA          |

| País          | Calificación |
| ------------- | ------------ |
| Portugal      | M/14         |
| Italia        | VM14         |
| Islandia      | 12           |
| Noruega       | 15           |
| Nueva Zelanda | M            |
| Paraguay      | M-13         |
| Perú          | +14          |
| Reino Unido   | 15           |
| Singapur      | PG           |
| Suecia        | 15           |
| Venezuela     | B            |
| Puerto Rico   | PG-13        |
| México        | B            |
| Japón         | PG-13        |

## Recepción

### Crítica
La película recibió reacciones negativas por parte de la crítica. Mientras que el crítico de cine Richard Roeper puso la película en el número 1 en su lista de las peores películas de 2004 entre los reclamos de prótesis poco convincentes y el racismo. Fue nominada a cinco premios Razzie ese año, incluyendo peor película, peor actor (nominación compartida por los hermanos Wayans), peor director, peor guion y peor pareja en pantalla, aunque no ganó en ninguna de estas categorías. Sin embargo el filme fue bien recibido por parte del público y es considerado por la audiencia en general como una película de culto debido a su humor negro con un toque pesado.

### Taquilla
La película fue un éxito en taquillas recaudando 70.831.760 de dólares en Estados Unidos y finalmente 113.086.475 de dólares en todo el mundo.

## Banda sonora
1. "Latin Thugs" - Cypress Hill
2. "Hey Ms. Hilton" - The Penfifteen Club
3. "Shake It (Like A White Girl)" - Jesse Jaymes (Copeland)
4. "A Thousand Miles" - Vanessa Carlton
5. "Realest Niggas" - 50 Cent, Notorious B.I.G., Eminem
6. "White Girls" - Mighty Casey
7. "Dance City" - Oscar Hernandez
8. "Trouble" - Pink
9. "U Can't Touch This" - MC Hammer
10. "Dance, Dance, Dance" - The Beach Boys
11. "Guantanamera" - José Fernández Díaz
12. "It's My Life" - No Doubt
13. "(I Got That) Boom Boom" - Britney Spears
14. "Bounce" - Bandit Club Remix
15. "Crazy in Love" - Beyoncé, Jay-Z
16. "It's Tricky" - Run-D.M.C.
17. "This Love" - Maroon 5
18. "No Control" - Blackfire
19. "I Wanna Know" - Joe
20. "Tipsy" - J-Kwon
21. "Satisfaction" - Benny Benassi
22. "Let's Get It Started" - Black Eyed Peas
23. "Move Your Feet" - Junior Senior
24. "Final Heartbreak" - Jessica Simpson
25. "That´s Amore"  - Dean Martin
26. "Stan (Short version)" - Eminem ft. Dido
27. "I Need Your Love Tonight" - Elvis Presley

## Estreno en DVD
El DVD fue lanzado en la Región 1 en los Estados Unidos el 26 de octubre de 2004, y también la Región 2 en el Reino Unido el 28 de febrero de 2005, que fue distribuida por Columbia TriStar Home Entertainment.

## Posible secuela
En 2009, una secuela de la película fue anunciada por Sony. Sony anunció más tarde que habían cancelado la película antes de que pudieran comenzar a filmar.
En 2013, Marlon Wayans confirmó su interés en la reactivación de la producción de la secuela. Marlon ha declarado: "Estamos pensando en ello, realmente serio hablando de hacer que es la única cosa que todo el mundo nos pide hacer." Wayans pasó a contar cómo una audiencia en Australia fue positivamente encantados cuando citó la película, respondiendo con un "aplauso". En abril de 2014, Marlon indicó que él quería hacer una secuela de la película titulada White Chicks 2. En julio de 2019, Terry Crews anunció que sí habrá una secuela. Seguido del anuncio de la secuela por Crews en el programa Watch What Happens Live. Marlon Wayans confirmó que dicha información no debía filtrarse y que cualquier acuerdo aun estaba pendiente de confirmarse.